# Microsoft Office 2007
Microsoft Office 2007, voorheen bekend onder de codenaam "Microsoft Office 12", is een kantoorsoftwarepakket van Microsoft. Het is de opvolger van Microsoft Office 2003. Microsoft Office 2007 is de 12e editie van Microsoft Office die voor het bedrijfsleven al sinds 30 november 2006 beschikbaar was. In deze versie van Microsoft Office zijn de grootste wijzigingen ten opzichte van Office 2003 de grafische gebruikersinterface (ribbon) en het nieuwe bestandsformaat (docx). Het standaardlettertype is in deze versie Calibri, terwijl bij eerdere versies van Office Times New Roman en Arial de standaard waren. Ook zijn er twee programma's aan het pakket toegevoegd: Office Groove 2007 en SharePoint Designer 2007. Microsoft Office FrontPage wordt echter niet meer ontwikkeld en is uit het pakket gehaald. Microsoft Office 2007 is op 29 januari 2007 op de markt gekomen voor de consument. Op 12 mei 2010 is Office 2007 opgevolgd door Office 2010.

## Nieuwe functies

### Gebruikersinterface
De gebruikersinterface van Office 2007 is sterk veranderd in de vorm van een nieuwe opdrachtenbalk ('lint'). Deze is aanwezig in de kernapplicaties van Office 2007, namelijk Word, Excel, PowerPoint en Access. Het lint is een werkbalk met tabbladen waarin commando's, pictogrammen en knoppen zitten die gevisualiseerd afhankelijk van de context zijn, zodat de gebruiker overal makkelijk bij kan. De overige onderdelen hebben in mindere mate de nieuwe gebruikersinterface. Volgens Microsoft zorgt de nieuwe gebruikersinterface ervoor dat mensen zich meer concentreren op wat ze willen doen, en minder op hoe ze het moeten doen.

### Office Open XML-bestandsformaat
Microsoft Office 2007 maakt gebruik van Microsofts Office Open XML-formaat. Dit formaat bestaat uit XML-bestanden die met behulp van ZIP-compressie in een bestand worden opgeslagen. Bij de extensies werd een x toegevoegd aan de oude formaten uit Office 97 tot en met 2003, dus de extensies zijn bijvoorbeeld .docx en .xlsx in tegenstelling tot .doc en .xls. Deze oude versies zijn dan ook standaard niet compatibel met Office Open XML. Daarom bracht Microsoft een compatibiliteitspakket uit waarmee deze bestanden toch geopend kunnen worden. Ook zijn er geüpdatete PowerPoint- en Visio-viewers waarmee gebruikers zonder Office-documenten het Office Open XML-formaat kunnen bekijken. Office 2007 biedt ook de mogelijkheid om documenten op te slaan in het Office 97-2003-bestandsformaat.

### Nieuwe bestandsformaten in Service Pack 2
Met ingang van Service Pack 2 bood Microsoft Office 2007 ook ondersteuning voor het OpenDocument-bestandsformaat (dat ook als standaard bestandsformaat in plaats van Office Open XML kan worden ingesteld) en daarnaast voor XML Paper Specification (XPS), portable document format (PDF) 1.5 en PDF/A.

## Edities
| Programma's en functies       | Basic | Thuisgebruik en Studenten | Standard | Small Business | Professional | Professional Plus | Enterprise | Ultimate |
| ----------------------------- | ----- | ------------------------- | -------- | -------------- | ------------ | ----------------- | ---------- | -------- |
| Prijs                         | € 99  | € 139                     | € 499    | € 569          | € 629        | ?                 | € ±800     | € 750    |
| Word                          | Ja    | Ja                        | Ja       | Ja             | Ja           | Ja                | Ja         | Ja       |
| Excel                         | Ja    | Ja                        | Ja       | Ja             | Ja           | Ja                | Ja         | Ja       |
| PowerPoint                    | Nee   | Ja                        | Ja       | Ja             | Ja           | Ja                | Ja         | Ja       |
| Outlook                       | Ja    | Nee                       | Ja       | Ja             | Ja           | Ja                | Ja         | Ja       |
| Publisher                     | Nee   | Nee                       | Nee      | Ja             | Ja           | Ja                | Ja         | Ja       |
| Access                        | Nee   | Nee                       | Nee      | Nee            | Ja           | Ja                | Ja         | Ja       |
| Communicator                  | Nee   | Nee                       | Nee      | Nee            | Nee          | Ja                | Ja         | Nee      |
| InfoPath                      | Nee   | Nee                       | Nee      | Nee            | Nee          | Ja                | Ja         | Ja       |
| SharePoint Workspace (Groove) | Nee   | Nee                       | Nee      | Nee            | Nee          | Nee               | Ja         | Ja       |
| Business Contact Manager      | Nee   | Nee                       | Nee      | Ja             | Ja           | Nee               | Nee        | Ja       |
| OneNote                       | Nee   | Ja                        | Nee      | Nee            | Nee          | Nee               | Ja         | Ja       |